# Isidora e Neofita
Isidora (Lentini, ... – Lentini, 17 aprile 236/238) e 
Neofita (Lentini, ... – Lentini, 17 aprile 236/238) sono state due nobildonne romane vissute a Lentini tra il II e il III secolo. Le due sorelle sono venerate come sante dalla Chiesa cattolica e dalla Chiesa ortodossa.

## Agiografia
Isidora e Neofita erano sorelle e appartenevano a una famiglia nobile di Lentini. Isidora era madre di Tecla, figura di grande rilievo nella tradizione cristiana della città, mentre Neofita era madre di Neofito, futuro vescovo dalla città. Il periodo storico in cui vissero le due sante fu segnato dalle persecuzioni anticristiane, che alimentarono un clima di terrore e incertezza per i fedeli. Isidora e Neofita furono minacciate dai pagani: se non avessero abiurato la fede cristiana, sarebbero state private di tutti i loro beni. Le due donne, animate da una fede profonda e incrollabile, non cedettero alle intimidazioni e si opposero con fermezza alle pressioni pagane. 
La loro resistenza le condusse a una tragica sorte. Dopo essere state spogliate dei loro beni terreni, Isidora e Neofita furono sottoposte a crudeli torture. La loro fede incrollabile, però, non venne mai meno, neanche di fronte alle sofferenze inflitte. Le fonti agiografiche non concordano unanimemente sulla data del martirio. In alcuni testi si indica il 236, mentre altri propendono per il 238. I corpi delle sante furono sepolti nella località Antiano, dove Tecla, fece erigere una chiesa per commemorare la madre e la zia.